# Langford Brook
Der Langford Brook ist ein Wasserlauf in Oxfordshire, England. Er entsteht westlich von Broughton Poggs und fließt in südöstlicher Richtung bis zu seiner Mündung in den Kelmscot Brook.